# Franciszek Gralla
Franciszek Gralla (ur. 2 października 1905 w Gliwicach, zm. 3 maja 1945 na statku Arcona) – działacz Polonii, lekarz. 
Studiował nauki medyczne na uczelniach w Innsbrucku, Wiedniu, a od 1929 na Uniwersytecie Wrocławskim, gdzie ukończył medycynę w 1934. W 1928 r. wstąpił do Silesia Superior i pozostał członkiem tej organizacji do 1939 r. (był m.in. jego prezesem i kilkukrotnym sekretarzem). Był też członkiem Związku Polaków w Niemczech i wielu innych polskich organizacji w Niemczech. Ze względu na duże zaangażowanie i talenty organizacyjne uważany jest za jedną z czołowych postaci polskiego środowiska studenckiego w Niemczech okresu międzywojennego. W czasie II wojny światowej był więziony od 1940 r. w Auschwitz, gdzie pracując w szpitalu uratował wielu więźniów. W trakcie ewakuacji z Auschwitz przewożony statkiem Cap Arcona zginął w wyniku jego zbombardowania.